# Květnice
Květnice är en ort i Tjeckien.   Den ligger i regionen Mellersta Böhmen, i den centrala delen av landet, 19 km öster om huvudstaden Prag. Květnice ligger 278 meter över havet och antalet invånare är 146.
Terrängen runt Květnice är lite kuperad, och sluttar norrut. Runt Květnice är det ganska tätbefolkat, med 65 invånare per kvadratkilometer. Närmaste större samhälle är Prag, 19,1 km väster om Květnice. Trakten runt Květnice består till största delen av jordbruksmark.